# 北秋田郡
北秋田郡（日语：／ Kitaakita gun */?）是位于秋田縣北部的一個郡。人口3,328人、面積257.48平方公里（2003年10月31日）。
管轄有以下一村。
- 上小阿仁村